# 고희범
고희범(高喜範, 1953년 1월 21일 ~ )은 제주도 제주시에서 태어난 대한민국의 정치인이다. 한겨레 대표이사 사장을 역임하였다.
2018년 8월 21일 제주특별자치도 제주시 시장에 임명되었다.

## 학력
- 제주북초등학교 졸업
- 오현중학교 졸업
- 1969년 오현고등학교
- 1973년 한국외국어대학교 이탈리아어과 학사
- 한신대학교 신학대학원 신학 석사

## 경력
- 1975 - 2002년: CBS, KBS, 한겨레신문 등의 언론사에서 기자로 활동
- 2003 - 2005년: 한겨레신문 대표이사
- 한겨레통일문화재단 이사
- 한국에너지재단 사무총장
- 제주4.3연구소 이사장
- 제주4.3진상규명및 명예회복을 위한 범국민위원회 공동대표
- 윤이상 평화재단 이사
- '제주포럼C' 공동대표
- 제주금융포럼 회장
- 민주당 제주도당위원장
- 민주당 제주도당 상무위원
- 2018.08 ~ 2020.06 제31대 제주특별자치도 제주시장
- 더불어민주당
- 2022.01 ~ 제8대 제주4·3평화재단 이사장

## 저서
- 고희범. 《길과 길》. 각. 2009년 9월. ISBN 9788962080230
- 고희범. 《이것이 제주다》. 단비. 2013년 12월. ISBN 9791185099170

## 역대 선거 결과
| 실시년도 | 선거      | 대수 | 직책   | 선거구         | 정당   | 득표수   | 득표율          | 순위 | 당락 | 비고     |
| -------- | --------- | ---- | ------ | -------------- | ------ | -------- | --------------- | ---- | ---- | -------- |
| 2010년   | 지방 선거 | 36대 | 도지사 | 제주특별자치도 | 민주당 | 48,186표 | \| \| 18.03% \| | 3위  | 낙선 | 민선 5기 |
|          | 18.03%    |      |        |                |        |          |                 |      |      |          |